# إيفان فيلاسكيز
إيفان فيلاسكيز (بالإسبانية: Iván Velásquez) هو لاعب كرة قدم كولومبي في مركز الهجوم، ولد في 27 أغسطس 1976 في قرطاجنة في كولومبيا. لعب مع أتلتيكو جونيور وكيلمس ونادي كاراكاس.

## وصلات خارجية
- إيفان فيلاسكيز على موقع قاعدة بيانات كرة القدم.إي يو (الإنجليزية)
- إيفان فيلاسكيز على موقع Soccerway.com (الإنجليزية)